# Femtohemija
Femtohemija je oblast fizičke hemije koja izučava hemijske reakcije na ekstremno kratkim vremenskim intervalima, približno 10–15 sekondi (femtosekund). Koraci u nekim reakcijama se odvijaju na femtosekundnoj skali. Postoje reakcije koje odvijaju i na atosekundnoj skali. Postoje reakcije kod kojih se formiraju intermedijerni produkti. Struktura intermedijernih produkata se ne može uvek izvesti iz reaktanata i krajnjih produkata. Femtohemja omogućava istraživanje mehanizma hemijskih reakcija, kao i razloga zašto se neke reakcije odvijaju, dok do drugih ne dolazi.
U mnogim publikacijama je razmatrana mogućnost kontrolisanja hemijskih reakcija ovim metodom. Ahmed H. Zevail je dobio Nobelovu nagradu za hemiju 1999. godine za pionirski rad u ovom polju. Zevailova tehnika koristi bleskove laserskog svetla koji traju nekoliko femtosekundi. 

## Literatura
- Weiner, Andrew M. (2009). Ultrafast Optics. Wiley. ISBN 978-0-471-41539-8. Архивирано из оригинала 03. 11. 2017. г. Приступљено 30. 08. 2013.

## Spoljašnje veze
- Controlling and probing atoms and molecules with ultrafast laser pulses Архивирано на веб-сајту  (31. мај 2020), PhD Thesis